# براين تروتيير
بريان جون تروتيير (من مواليد 17 يوليو 1956) هو لاعب هوكي جليد كندي وأمريكي سابق، لعب لمدة 18 موسمًا في دوري الهوكي الوطني مع فريق نيويورك آيلاندرز وبيتسبرغ بنغوينز. فاز بأربعة كؤوس ستانلي مع الآيلاندرز، واثنتين مع البينغوينز، وواحدة كمدرب مساعد مع فريق كولورادو أفالانتش. يشارك الرقم القياسي في دوري الهوكي الوطني لأكبر عدد من النقاط في فترة واحدة بـ 6 نقاط (أربعة أهداف وتمريرتين حاسمتين). كما يُعد واحدًا من بين ثمانية لاعبين فقط في تاريخ دوري الهوكي الوطني الذين حققوا عدة مباريات بخمسة أهداف. في أغسطس 2014، أُعلن عن تروتيير كمدرب مساعد لفريق بوفالو سابرز. في عام 2017، اختير كواحد من "أفضل 100 لاعب في تاريخ دوري الهوكي الوطني".